# Svaz postižených civilizačními chorobami v ČR
Svaz postižených civilizačními chorobami v ČR (SPCCH v ČR) je občanským sdružení s cca 60 000 členy trvale postižených závažnými civilizačními chorobami, které rozvíjí léčebnou a sociální rehabilitaci zdravotně postižených dospělých i dětí v 83 regionech České republiky.
Mezi základní zajišťované služby patří:
- rekondiční pobyty pro respiriky, kardiaky, diabetiky, postižené roztroušenou sklerózou, onkologickým onemocněním, dialyzované pacienty, postižené únavovým syndromem, vertebrogenním onemocněním
- tábory, rehabilitačně výchovné pobyty pro děti postižené astmatickým a alergickým onemocněním, diabetem, epilepsií, celiakií, kardiovaskulárním onemocněním
- odborné kursy a semináře
- případně specifická rehabilitační cvičení